# Joyce Brabner
Joyce Brabner (1 de março de 1952 – 1 de agosto de 2024) foi uma escritora estadunidense. Seu principal trabalho, em parceria com seu esposo Harvey Pekar é Our Cancer Year, romance gráfico que sucede American Splendor.